# Карпов, Николай Алексеевич (писатель)
Никола́й Алексе́евич Ка́рпов (1887—1945) — русский советский писатель

-фантаст и журналист.

## Биография
Родился в селе Высокое в 1887 году. В 1899 году поступил в Пензенское реальное училище, но в 1903 исключён из 4-го класса и отправился в город Томашов, где поступил в коммерческое училище. В 1905 году оно было преобразовано из русского в польское, и Николай Карпов перевёлся в Минское коммерческое училище (не окончил).
С 1907 года жил в Санкт-Петербурге, где поступил на Высшие сельскохозяйственные курсы. С этого же года публиковал стихи и небольшие рассказы в различных периодических изданиях. Вскоре решил полностью посвятить себя литературной деятельности и бросил учёбу в 1910 году. Во время Первой мировой войны был военным корреспондентом.
После Февральской революции переехал в родные места, в Пензенскую губернию, работал в железнодорожной милиции, народным следователем, инспектором РКИ, журналистом. С 1924 года жил в Москве.
Историкам советской фантастики известен своим романом «Лучи смерти» (1924). В 1925-м переключился на бытовую юмористику (с 1925 по 1932 выпустил 28 сборников рассказов). С 1930 года член Всероскомдрама, с 1933 — Союза писателей.
Умер в 1945 году.

### Семья
- жена — Мария Александровна Енькова (1891—1953)
- сын Всеволод (1911—1938)
- дочь Ольга (1918—2005)

## Творчество
Начал печататься с 1907 года.
По заказу В. Бонч-Бруевича написал воспоминания о быте и нравах петербургских газетчиков и литераторов предреволюционного десятилетия «В литературном болоте», законченные в 1938 году.

### Научная фантастика
Писал научную фантастику, первая научно-фантастическая публикация — «Мефистофель» (1913).
В 1925 году опубликовал авантюрно-фантастический роман «Лучи смерти», описывающий ожесточенную борьбу коммунистов с буржуазными правительствами за овладение секретом «лучей смерти». Также известны его фантастический рассказ «Корабль-призрак» (1915) и юмореска «Механизация» (1927).

### Публикации
- Карпов Н. Лучи смерти // Библиотека революционных приключений, вып.1-3. — М., 1924.
- Карпов Н. А. Лучи смерти: Фантаст. роман. — М.; Л.: Земля и фабрика, 1925.
- Карпов Н. А. Нашла коса на камень: Сборник рассказов. — Крестьянская газета, 1926. — 61 с.